# Karma (Alicia Keys)
"Karma" is een nummer van de Amerikaanse R&B-zangeres Alicia Keys, dat als single werd uitgebracht voor haar tweede studioalbum "The Diary of Alicia Keys" uit 2003. Het nummer kwam in oktober 2004 uit en was de vierde en laatste single voor het album. In Nederland haalde het nummer plaats 27 in de Nederlandse Top 40.

## Clip
De clip voor "Karma" werd geregisseerd door Chris Robinson en Keys zelf en werd opgenomen in New York en Casa de Campo in de Dominicaanse Republiek. Bij de MTV Video Music Awards van 2005 won de clip de prijs voor "Beste R&B Videoclip".